# Psary (województwo małopolskie)

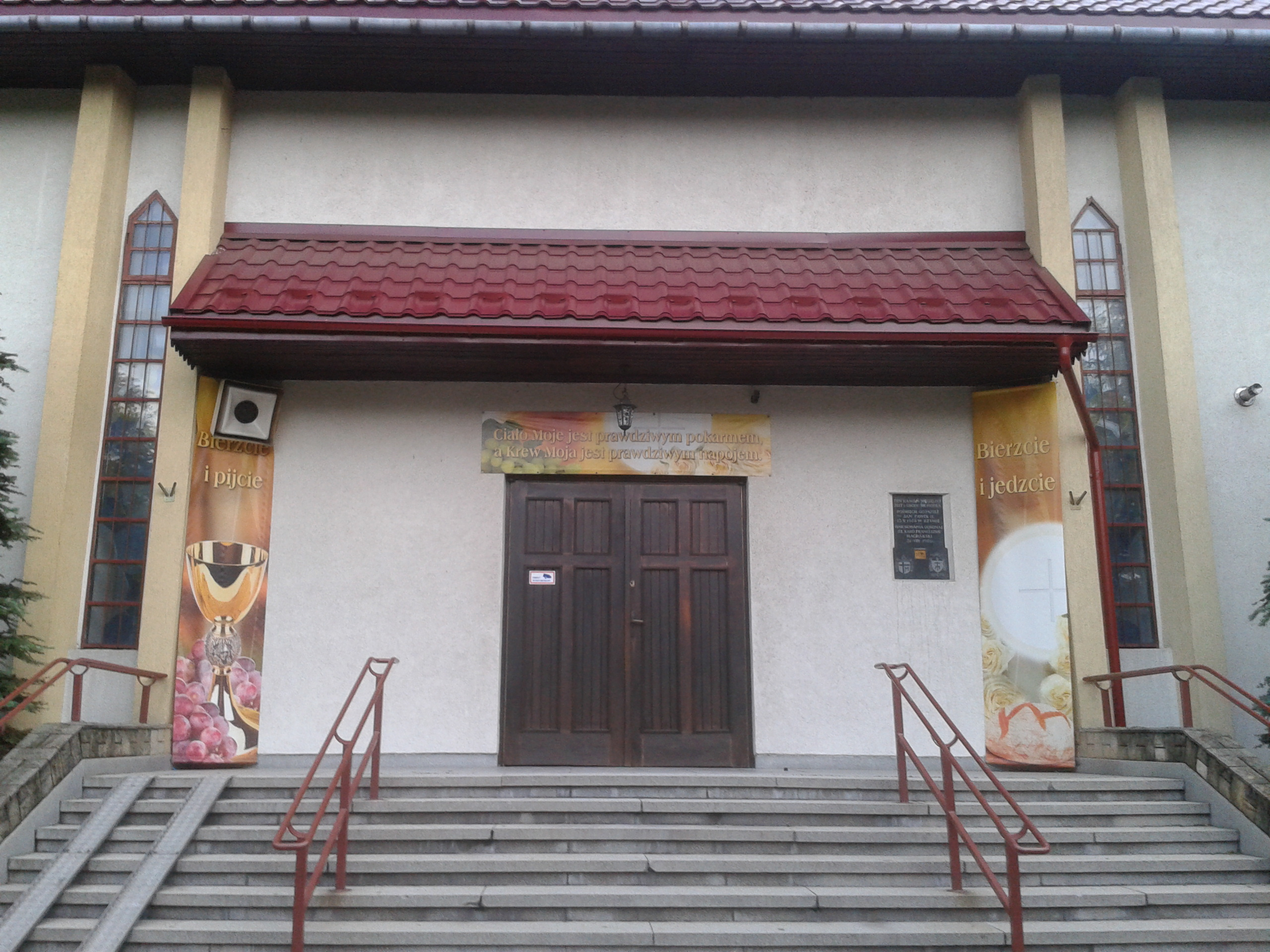
Wejście do kościoła pw. św. Krzyża w Psarach

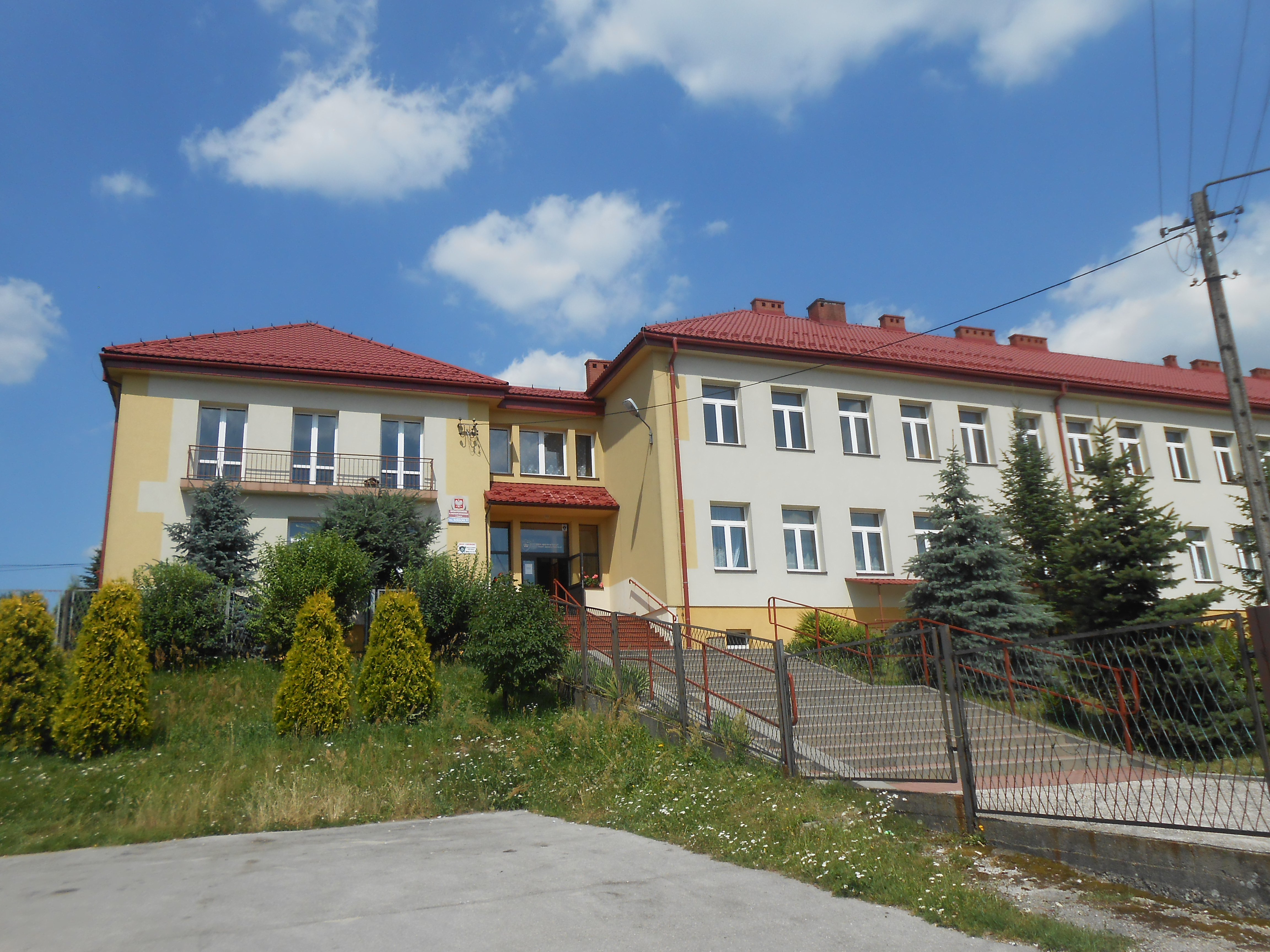
Szkoła Podstawowa

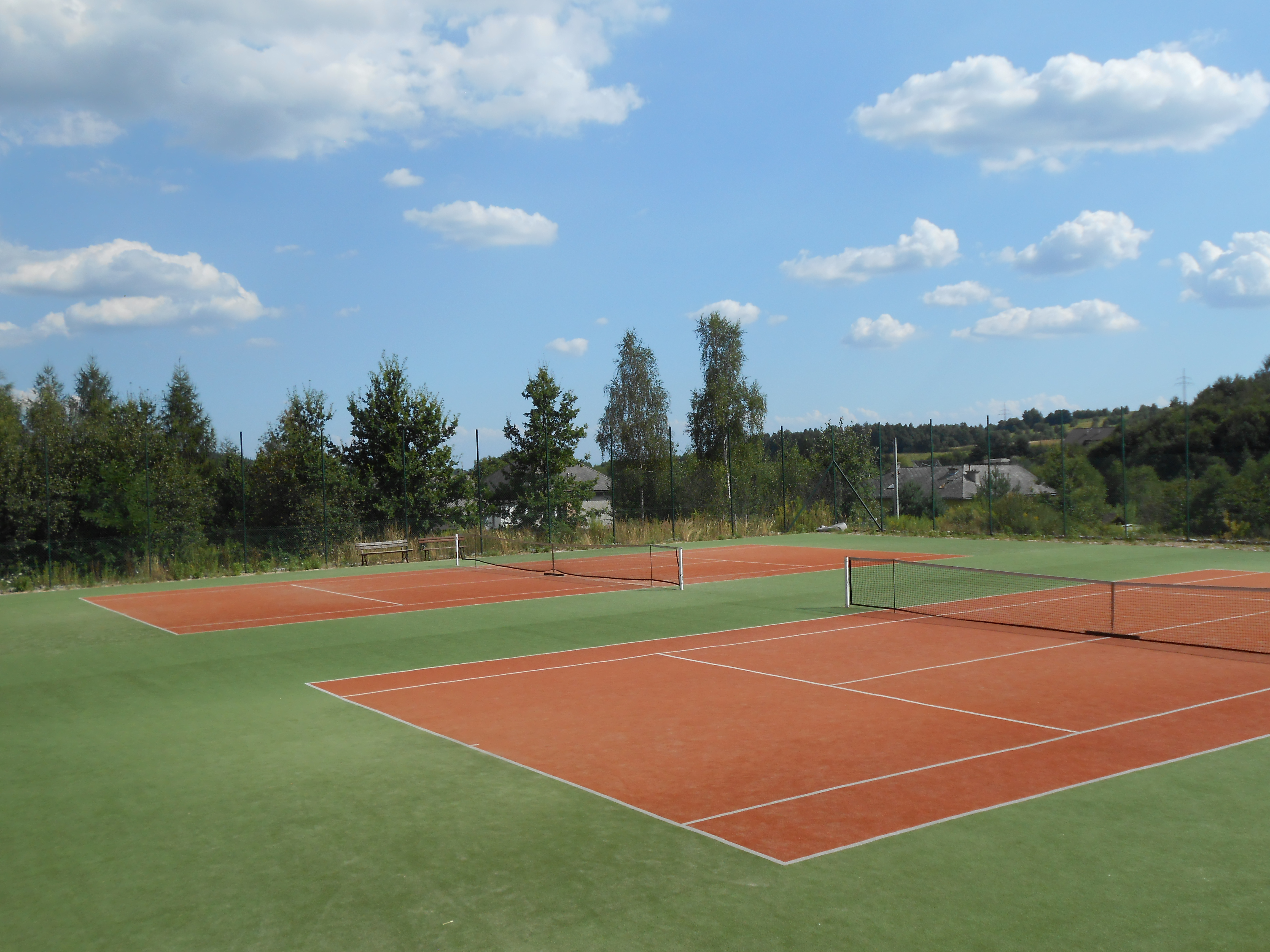
Korty tenisowe

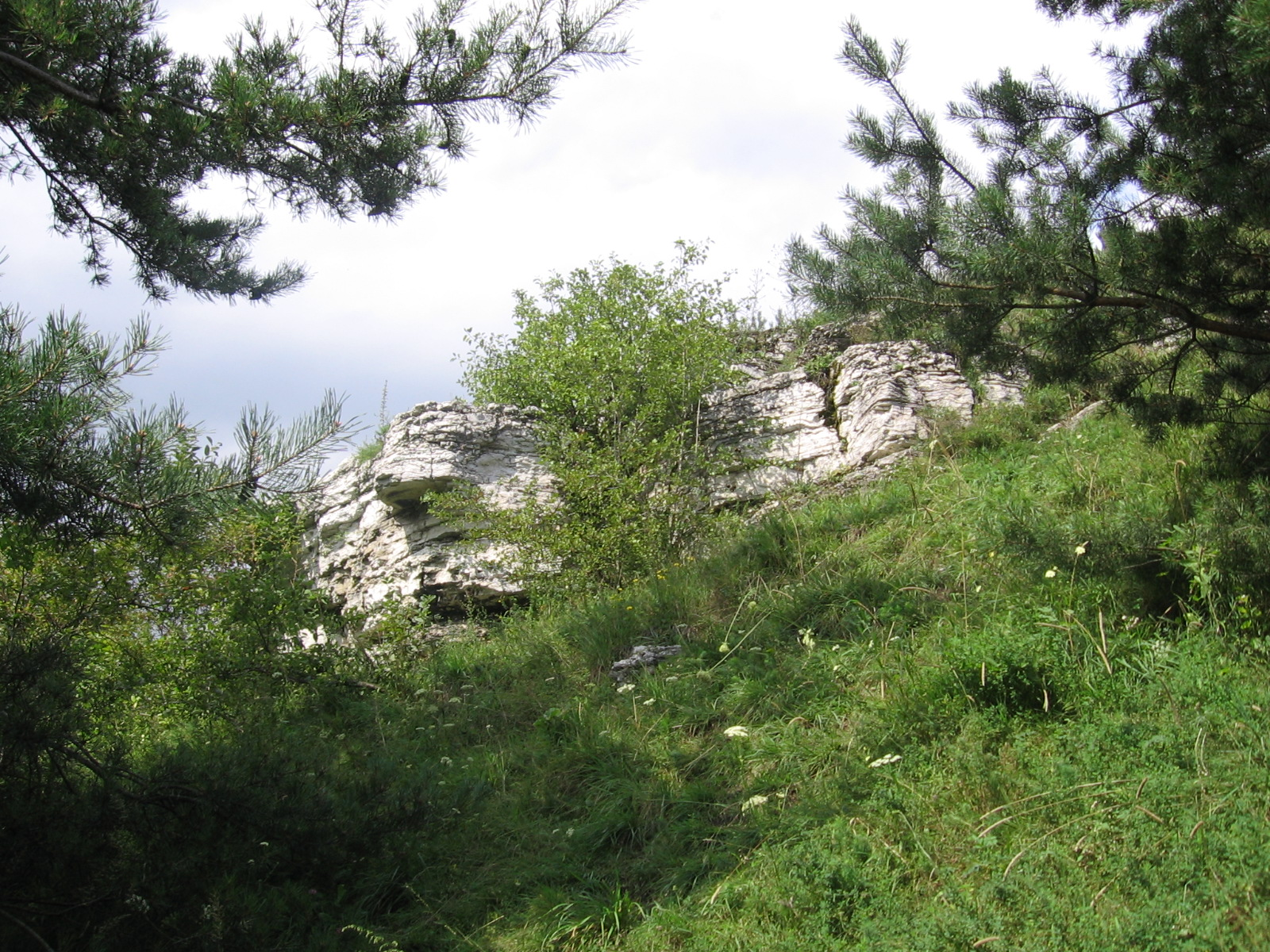
Skałki w Psarach

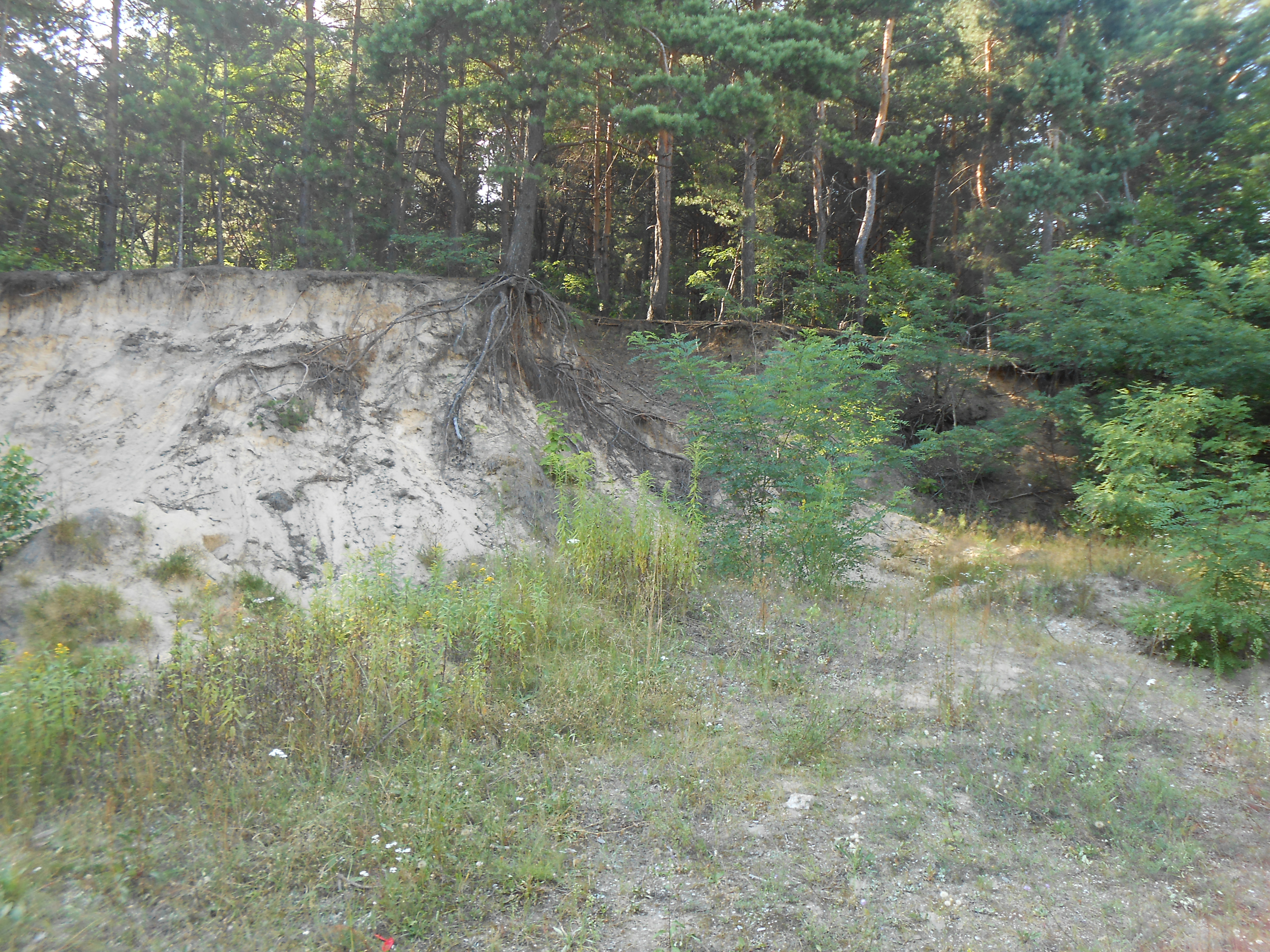
Bialny Dół

Psary – wieś sołecka w Polsce położona w województwie małopolskim, w powiecie chrzanowskim, w gminie Trzebinia. Psary znajdują się na zachodnich rubieżach Małopolski.
W latach 1975–1998 miejscowość położona była w województwie katowickim. Integralne części miejscowości: Nowa Wieś, Stara Wieś, Zamłynie.

## Informacje
Miejscowość leży na Wyżynie Krakowsko-Częstochowskiej, w północnej części powiatu chrzanowskiego. Na północy graniczy z wsią Płoki, na zachodzie z wsią Myślachowice, na południu z wsią Karniowice, na wschodzie z Nową Górą, Miękinią i Filipowicami. Miejscowość posiada siatkę 27 nazwanych ulic z odpowiednio ponumerowanymi budynkami.
W Psarach znajduje się szkoła podstawowa im. Władysława Broniewskiego, ośrodek zdrowia, punkt apteczny, kilka sklepów, Wiejski Dom Kultury, kościół parafialny parafii Podwyższenia Krzyża Świętego, cmentarz oraz jednostka Ochotniczej Straży Pożarnej która jest wyposażona w trzy samochody: GCBA 9,5/64 MAN TGA 26.430, SH 18 Star 200 i GLBM-Rt 0,2/1,7 Nissan Navara D40.
Rejonowe Przedsiębiorstwo Wodociągów i Kanalizacji z Chrzanowa posiada w Psarach ujęcie wody Bialny Dół. Źródło, które bije u stóp Białej Góry, zaopatruje mieszkańców Karniowic, Dulowej oraz części Młoszowej. Nadwyżka wody pompowana jest do sieci Psar, a chwilowy nadmiar gromadzony w zbiorniku wyrównawczym „Skotnica”.
W miejscowości działa Klub Seniora, KGW (Koło Gospodyń Wiejskich), Zespół Ludowy „Psarzanie”, Stowarzyszenie Rozwoju Wsi Psary oraz stowarzyszenie „Nasze Psary”.

## Przyroda
Najważniejszą częścią miejscowego ekosystemu jest rozległy las szpilkowo-bukowy z licznie występującymi brzozami obejmujący znaczną część pagórkowatego terenu. Najwyższe wzniesienie sięga 470 m n.p.m., a absolutne różnice wysokości dochodzą do 102 m. Ciekawym przyrodniczo obiektem jest wzgórze Bialny Dół, kiedyś znajdował się tu kamieniołom, gdzie eksploatowano wapień falisty.
Na terenie Bialnego Dołu zlokalizowane jest źródło Psarki i wielusetletnie skałki wapienne.
W okolicy znajduje się kilka odsłoniętych skał wapiennych. Na terenie Psar mają swoje początki rzeki Psarka i Dulówka. W pobliżu źródła Psarki znajdują się tamy Potockich w Łąkawcu: pięć kamiennych zapór które kiedyś chroniły miejscowość przed powodziami. Są to trzy strumienie, które następnie łączą się w jeden ciek. Od kilku lat w okolicznych lasach oraz przylegających do nich łąkach, w rejonie rezerwatu Ostra Góra, spotkać można także stado muflonów. Można tu również spotkać jaszczurkę zwinkę, jaszczurkę żyworodną oraz wiele gatunków ptaków.
Na wzgórzu Ostra Góra o wysokości 435 m n.p.m. w 1959 utworzono rezerwat przyrody Ostra Góra, który znajduje się na południe od drogi łączącej Myślachowice z Psarami. Rezerwat powstał w celu ochrony buczyny karpackiej porastającej szczyt wzgórza pomiędzy Myślachowicami i Psarami. Najstarsze buki mają grubo ponad 200 lat. Występują tutaj liczne zwierzęta i ptaki oraz 15 gatunków roślin chronionych. Rezerwat przyrody obejmuje obszar o powierzchni 7,59 hektara. Na terenie rezerwatu znajdował się „Folwark Ostra Góra”, należący najpierw do Kajetana Ozdoba Florkiewicza, a potem jego syna Juliusza. Na wzgórzu wybudowana była owczarnia z kamienia łamanego pokryta gontem, w której prócz obory dla owiec było mieszkanie dla owczarza. Prócz tego dwie drewniane stodoły pokryte strzechą.

## Historia
Psary najprawdopodobniej są wsią z metryką XI w. W pierwszych wiekach swojego istnienia ludność wsi trudniła się hodowlą psów dla dworu książęcego. Pierwsze wzmianki w źródłach pochodzą z czasów kronikarza Jana Długosza. Właścicielem wsi w 1438 był Stanisław Ligęza herbu Półkozic. Wielkość ówczesnych Psar wynosiła 4 łany. W 1581 właścicielem wsi jest Dominik Aleman. W czasach staropolskich ludność wsi trudniła się rolnictwem. We wsi znajdował się folwark i młyn. Od XV w. rozpoczęto wydobycie rud ołowiu. W połowie XVII w. działała tu huta. Kiedy złoża ołowiu zaczęły się wyczerpywać, podjęto się eksploatacji galmanu. Po III rozbiorze znalazła się w granicach Monarchii Habsburgów, później w granicach Księstwa Warszawskiego oraz Rzeczypospolitej Krakowskiej. Pod koniec XIX w. wieś należała do Artura hr. Potockiego, we wsi znajdowało się 105 domów zamieszkanych przez 666 mieszkańców. W tym czasie wieku działała tu kopalnia galmanu „Jan” oraz szkoła ludowa, jednoklasowa. Po odzyskaniu przez Polskę niepodległości w powiecie chrzanowskim. Z początkiem II Rzeczypospolitej wstrzymane zostało wydobycie galmanu. W czasach II wojny światowej Psary zostały włączone do III Rzeszy. W pobliżu wsi przebiegała granica z Generalnym Gubernatorstwem. Po wojnie większość mieszkańców trudniła się pracą w okolicznych kopalniach i zakładach przemysłowych. W czasach Polskiej Rzeczypospolitej Ludowej wybudowany został nowy budynek szkoły oraz dom kultury.

## Zabytki
- Kościół pw. św. Krzyża.
- Krucyfiks z początku XVI w., umieszczony w ołtarzu kaplicy mszalnej[19].
- Figurka św. Floriana z 1860 r., na plebanii[20].
- Figurka Matki Boskiej, ręcznie wystrugana, przeznaczona do ubierania w sukienki[21].

## Ludność
W końcu XIX i na początku XX w. z racji pracy w kopalniach ludność Psar nazywano „ziemskimi kretami”. Wieś do II wojny światowej zamieszkiwali też nieliczni Żydzi. W 2009 roku liczba ludności wynosiła 1439.

## Komunikacja
Do wsi biegną dwie drogi asfaltowe. Jedna z kierunku południowego od strony Karniowic, druga z zachodu od strony Myślachowic. Wieś połączona jest z Chrzanowem i Trzebinią linią ZKKM Chrzanów numer 41 oraz 15, a także minibusami prywatnego przewoźnika.

## Turystyka
W północnej części Psar w miejscu po łąkach na których prowadzono wypas bydła powstał zespół tam. Tamy te miały spowolnić wzbieranie wody spływającej gwałtownie po stromych zboczach wzgórz. Do dziś zachowało się osiem stopni. Tamy powstały z inicjatywy hrabiów Potockich. Miejsce to nazywa się Łąkawiec.
Przez wieś przebiegają dwa szlaki:
- czerwony – trasa po zabytkach i atrakcjach turystycznych gminy Trzebinia.
- niebieski – trasa od ul. Rybnej w Trzebini w rejon Kowalskiej Góry.